# Hatfield Peverel
Hatfield Peverel – wieś w Anglii, w hrabstwie Essex, w dystrykcie Braintree. Leży 9 km na północny wschód od miasta Chelmsford i 58 km na północny wschód od Londynu. Miejscowość liczy 5500 mieszkańców.